# Tontelea lanceolata
Tontelea lanceolata är en benvedsväxtart som först beskrevs av John Miers och som fick sitt nu gällande namn av Albert Charles Smith.
Tontelea lanceolata ingår i släktet Tontelea och familjen Celastraceae. Inga underarter finns listade.